# Röstjärnen (Töftedals socken, Dalsland)
Röstjärnen är en sjö i Dals-Eds kommun i Dalsland och ingår i Enningdalsälvens huvudavrinningsområde.